# Wood-Verner Cemetery
Der Wood-Verner Cemetery ist ein Begräbnisplatz in der texanischen Stadt Tyler. Er liegt nordwestlich des Stadtgebietes im Gebiet der Dixie Community.

## Geschichte
Der Friedhof ist der älteste in dem Gebiet von Dixie. Benannt ist er nach zwei Familien, die dort Landbesitzer waren. Das älteste datierte Grab ist das eines John Gordon, der im Jahr 1850 starb. Im Jahr 1855 wurde das Land der Black Fork Methodist Episcopal Church übertragen.
Auf dem Friedhof fanden viele Siedler aus der Zeit der Landnahme, polnische Einwanderer, ehemalige Sklaven und mindestens zwei Veteranen des Amerikanischen Bürgerkriegs ihre letzte Ruhestätte.
Heute sorgt eine Freiwilligenvereinigung für die Unterhaltung des Areals.

## Quelle
- Historical Marker der Texas Historical Commission (errichtet 1992)

Koordinaten: 32° 22′ 37″ N, 95° 25′ 44″ W